# Modello di Malthus

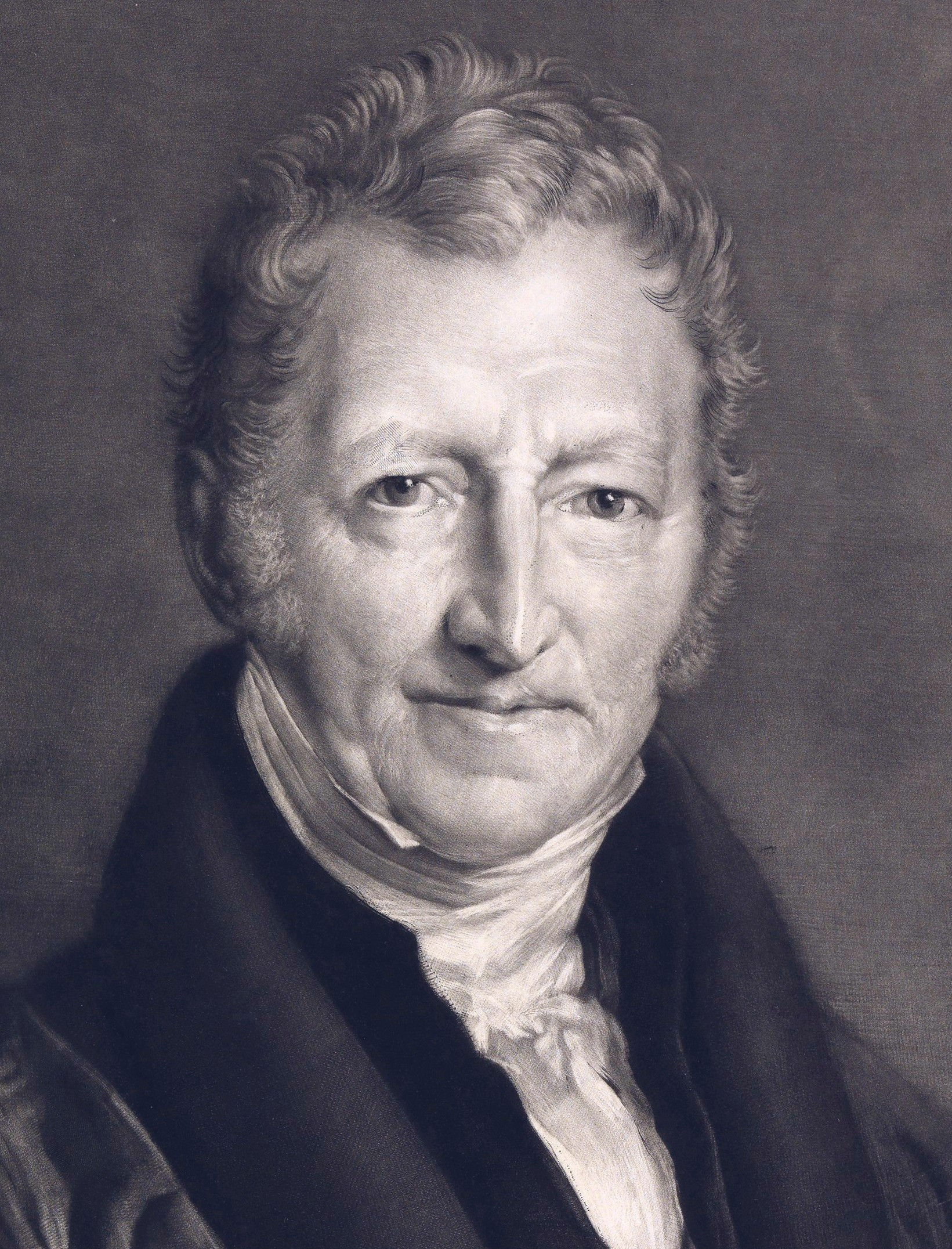
Thomas Robert Malthus, autore del modello

Il modello di Malthus è stato il primo modello di dinamica delle popolazioni a essere introdotto ed è il più semplice modello di crescita esponenziale. Il modello deve il suo nome al reverendo Thomas Robert Malthus, uno dei primi ad essersi dedicati allo studio demografico con il suo Saggio sul principio di popolazione del 1798.

## Il modello
Il modello di Malthus si applica a una popolazione di individui isolata (che non interagisce con altre popolazioni), dotata di infinite risorse di spazio e cibo. La variazione del numero di individui dipende dunque esclusivamente dal numero di nascite e di morti che avvengono nell'unità di tempo. L'ipotesi del modello di Malthus è che il tasso netto di riproduzione (ovvero la differenza tra le nascite e le morti nell'unità di tempo) sia costante.
Sia {\displaystyle x(t)}  il numero di individui e sia {\displaystyle r} il tasso netto di crescita per individuo. Possiamo studiare un modello discreto mediante l'equazione:
{\displaystyle \displaystyle x_{n+1}=x_{n}(1+r)}
oppure, nell'ipotesi che la popolazione sia molto numerosa e che i tempi di osservazione siano lunghi, possiamo considerare un modello continuo, ottenendo l'equazione differenziale:
{\displaystyle {\dot {x}}(t)=rx(t)}
Nel caso discreto l'andamento della popolazione è descritto da una progressione geometrica di ragione {\displaystyle 1+r}:
{\displaystyle \displaystyle x_{n+1}=x_{0}(1+r)^{n+1}}
Nel caso continuo, la soluzione dell'equazione differenziale è l'esponenziale:
{\displaystyle \displaystyle x(t)=x_{0}e^{rt}}
In entrambi i casi si vede che, se {\displaystyle r=0} la popolazione rimane costante (com'è ragionevole), se {\displaystyle r<0} la popolazione tende ad estinguersi, mentre se {\displaystyle r>0} la popolazione "esplode" per tempi grandi. In quest'ultimo caso quindi il modello è estremamente irrealistico, tuttavia fornisce una buona approssimazione per tempi brevi nel caso in cui la popolazione disponga di risorse abbondanti. È stato infatti registrato un buon accordo con i dati demografici mondiali nel periodo 1700-1961.
Al modello di Malthus sono seguiti modelli più raffinati, come il modello di crescita logistica di Pierre François Verhulst.